# A Midwinter Night's Dream
Albums de Loreena McKennitt
Nights from the Alhambra
(2007) A Mummers' Dance through Ireland...
(2009)
A Midwinter Night's Dream est le huitième album studio de Loreena McKennitt, sorti le 17 octobre 2008 en France et partout dans le monde.
Cet album reprend les cinq titres de A Winter Garden : Five Songs for the Season auxquels sont ajoutés huit titres eux aussi empruntés au répertoire des chants de Noël ou traditionnels et tout comme l'album court est également enregistré aux studios Real World de Peter Gabriel.

## Liste des titres
| No  | Titre                                                        | Durée |
| --- | ------------------------------------------------------------ | ----- |
| 1.  | The Holly & the Ivy                                          | 4:49  |
| 2.  | Un Flambeau, Jeannette, Isabelle (instrumental)              | 3:06  |
| 3.  | The Seven rejoices of Mary (traditionnel)                    | 4:33  |
| 4.  | Noël nouvelet (chantée en ancien français)                   | 5:12  |
| 5.  | Good King Wenceslas (reprise 1995)                           | 3:17  |
| 6.  | Coventry Carol (reprise 1995)                                | 2:19  |
| 7.  | God rest ye merry, Gentlemen (Abdelli version, reprise 1995) | 7:20  |
| 8.  | Snow (reprise 1995)                                          | 5:06  |
| 9.  | Breton Carol (instrumental & traditionnel)                   | 3:30  |
| 10. | Seeds of Love (reprise 1995)                                 | 4:54  |
| 11. | Gloucestershire Wassail (a cappella)                         | 2:39  |
| 12. | Emmanuel (chantée en latin)                                  | 4:55  |
| 13. | In the Bleak Midwinter (instrumental)                        | 2:42  |

| 14. | God Rest Ye Merry, Gentlemen |  |
| 15. | Seeds of Love                |  |
| 16. | Snow                         |  |
| 17. | Good King Wenceslas          |  |